# Državna cesta D48

## Verlauf
Die Državna cesta D48 (kroatisch für Nationalstraße D48) führt von der Anschlussstelle Rogovići an der Autobahn Autocesta A8 südlich von Pazin (italienisch: Pisino, deutsch auch: Mitterburg) nach Westen über Tinjan und Baderna, wo die frühere, inzwischen abgestufte Državna cesta D21 gekreuzt wird, bis zur Anschlussstelle Baderna an der Autobahn Autocesta A9. Dort geht sie in die Državna cesta D302 nach Poreč über. Sie verbindet damit die beiden Teile des Istrischen Ypsilons. In Pazin zweigt die Državna cesta D64 zur Državna cesta D66 an der istrischen Ostküste ab.
Die Länge der Straße beträgt 20,8 km.